# Känan Heybätov
Känan Heybätov (azerbajdzjanska: Kənan Heybətov), född 21 november 2002, är en azerisk brottare som tävlar i fristil.

## Karriär
Vid EM 2025 i Bratislava tog Heybätov brons i 70 kg-klassen efter att ha besegrat ungerske Ismail Musukajev i bronsmatchen.